# Sulco lateral

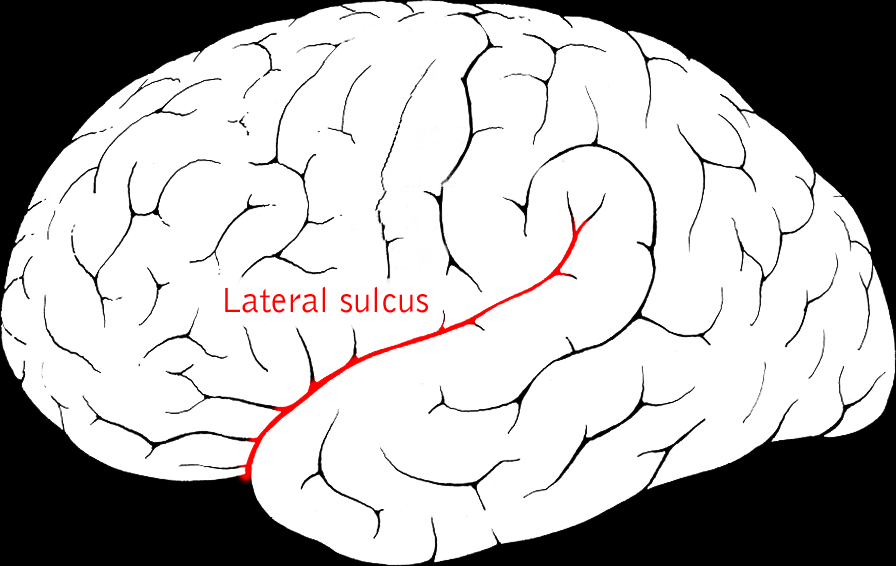
Sulco lateral

Sulco lateral (também chamado de fissura de Sylvius e fissura lateral) é uma das mais proeminentes estruturas do cérebro humano. Separa o lobo frontal e o lobo parietal do lobo temporal. Está em ambos os hemisférios do cérebro, sendo de comprimento maior no hemisfério esquerdo. O sulco lateral é um dos primeiros sulcos a serem desenvolvidos no cérebro humano, aparecendo pela primeira vez em torno da décima-quarta semana de gestação.